# 情慾三重奏
《情慾三重奏》（英語：Third Person）是一部2013年爱情劇情片，由保罗·哈吉斯執導並編劇，群戲演员有連恩·尼遜、米娜·古妮丝、阿德里安·布罗迪、奧利維亞·魏爾德、詹姆斯·法蘭科、莫蘭·艾蒂亞斯、金·貝辛格和玛丽亚·贝罗。影片於2013年多倫多國際影展首映。

## 剧情
這部電影講述了發生在巴黎、紐約和羅馬/塔蘭托的三個相互關聯的愛情故事。
巴黎：最近離開妻子伊萊恩的作家邁克爾接待了情人安娜的來訪。這個故事探討了他們非常複雜的分分合合的關係，她因為一個可怕的秘密而無法许下承諾。
紐約：朱莉婭，本是一名肥皂劇演員，现在成為酒店女服務員，被指控傷害了她年幼的兒子，她堅決否認這一指控。由於這些指控，他現在由她的前夫里克監護，他正竭盡全力將男孩從她身邊帶走。與此同時，她正不惜一切代價奪回兒子的監護權。
羅馬和塔蘭托：斯科特是一位前往意大利旅行的美國商人，他愛上了一位罗姆女子莫妮卡。斯科特不可避免地捲入了一個陰謀，他試圖解救莫妮卡的女兒，她在塔蘭托市被一名意大利歹徒綁架並被勒索贖金。觀眾和斯科特将会情绪高涨，怀疑這是否是一個圈套。

## 演员
- 連恩·尼遜 饰 迈克尔·利里
- 奧利維亞·魏爾德 饰 安娜·巴尔
- 詹姆斯·法蘭科 饰 里克·韦斯
- 米娜·古妮丝 饰 朱莉婭·韦斯
- 阿德里安·布罗迪 饰 斯科特·劳里
- 莫蘭·艾蒂亞斯（英语：Moran Atias） 饰 莫妮卡
- 玛丽亚·贝罗 饰 特里萨·劳里
- 金·貝辛格 饰 伊萊恩·利里
- 卡罗琳·古多尔（英语：Caroline Goodall） 饰 格特纳医生
- 大衛·哈雷伍德（英语：David Harewood） 饰 杰克·朗
- 里卡多·史卡馬西奧 饰 马尔科
- 蘿安·雀波諾（英语：Loan Chabanol） 饰 萨姆
- 帕特里克·杜根 饰 紐約酒店接待员

## 发行
影片的首個國際預告片於2014年4月15日發布，次日發布國內海報。第一個美國預告片於4月18日發布。影片於2014年6月20日在美國上映。

## 反响

### 票房
《情慾三重奏》於2014年6月20日有限發行，在美國和加拿大的票房收入為$1,021,39，在其他地區的票房收入為$1,603,363，全球總票房為$2,624,761。

### 评价
《情慾三重奏》受到評論家的負面評價。這部電影在評論聚合網站爛番茄上有25%的支持率，基於107條評論，平均評分為4.5/10。Metacritic根據33條評論給這部電影評分38/100。

## 家庭媒体
該片於2014年9月30日以DVD和藍光光碟的形式發行。